# Hervé Raoul Mba
Hervé Raoul Mba, né le 20 avril 1984, est un coureur cycliste camerounais.

## Palmarès et résultats

### Palmarès par année
- 2009
  - 2e de la Wake up Akwa
- 2010
  - Wake up Douala
  - 2e du Grand Prix Chantal Biya
- 2014
  - 3e étape du Tour du Cameroun
- 2015
  -  Champion du Cameroun sur route
- 2016
  - 3e du Grand Prix Chantal Biya
- 2019
  - 5e étape du Tour de Côte d'Ivoire

### Classements mondiaux
| Année           | 2010 | 2011 | 2012 | 2013 | 2014 | 2015 | 2016 |
| --------------- | ---- | ---- | ---- | ---- | ---- | ---- | ---- |
| UCI Africa Tour | 126e | 41e  | 156e |      | 45e  | 102e | 82e  |